# الدبلوم المهني في التعليم (الأردن)
الدبلوم المهني في التعليم في الأردن، هو برنامج أنشئ من قبل أكاديمية الملكة رانيا لتدريب المعلمين عام 2016، ويهدف إلى توفير التدريب والتعليم اللازمين للمعلمين في الأردن والمنطقة قبل الانطلاق للعمل في الغرف الصفية. كان يعرف بدايةً بدبلوم إعداد وتأهيل المعلمين قبل الخدمة.

## الرؤية
كان تأسيس الدبلوم يمثّل جزءًا من أحد أهداف السياسة الوطنية لتطوير الموارد البشرية في الأردن والتي تنصّ على توفير تدريب المعلمين اللازم من أجل النهوض بنوعية التعليم في الأردن. كما جاء تحقيقًا لرؤية الملكة رانيا العبد الله بخصوص وضع أعلى المعايير واستخدام أبرز المصادر المعرفية عند تصميم البرامج المتعلّقة بالتعليم والمعلّمين لما فيه من أثر على إحداث تغيير إيجابي في سياسات التعليم

## أهداف الدبلوم
من المتوقّع عند انتهاء الشخص من الدبلوم أن يحقّق تقدّما في فهمه ومهاراته المكتسبة للمجالات التالية:
- أساسيات التعليم والتدريس
- طرائق تدريس المبحث (لغة عربية، لغة إنجليزية، رياضيات، علوم، صفوف مبكّرة)
- التدريب الميداني للتعليم والتدريس في الغرفة الصفّية
- أساليب التقويم

## الشراكة
أنشئ الدبلوم المهني في التعليم من قبل أكاديمية الملكة رانيا لتدريب المعلمين، وبالتعاون مع معهد التربية في كلية لندن الجامعيّة. كما أسست شراكة مع الجامعة الأردنيّة حول أسس ومعايير الدبلوم العالي ومتطلّباته، وتصدر الشهادات من الجامعة الأردنيّة وأكاديمية الملكة رانيا لتدريب المعلمين معًا. وعملت الأكاديمية على تأسيس اتفاقيات تفاهم مع وزارة التربية والتعليم ليتمكّن طلبة الدبلوم من مزاولة التطبيق العملي للدبلوم في المدارس الحكومية والخاصّة.

## روابط خارجية
موقع الملكة رانيا العبد الله
موقع أكاديمية الملكة رانيا لتدريب المعلمين